# Leopold Auburger
Leopold Auburger (München, 24. ožujka 1941.), njemački je slavist i kroatist.

## Životopis
Leopold Auburger rodio se 1941. godine u Münchenu. Studirao je slavistiku, opće jezikoslovlje, sociolingvistiku i sociologiju, formalnu logiku i filozofiju te katoličku teologiju. Doktorirao je slavistiku i opće jezikoslovlje na Sveučilištu u Hamburgu 1974. godine, a habilitaciju s područja općega jezikoslovlja stekao je 1980. godine. Radio je u Institutu za njemački jezik u Mannheimu (1975. – 1981.), Institutu za jugoistočnu Europu u Münchenu (1985. – 2000.) i Zakladi za znanost i politiku u Berlinu  (2001. – 2006.). Bavi se jezikoslovnim pitanjima jezičnih varijanti, jezičnih funkcija i međujezične sociolingvistike. Posebno se zanima za problem serbokroatizma. Serbokroatizam je odredio kao "jezičnopolitički dinamični program izjednačavanja hrvatskoga i srpskoga pod vodstvom i u korist srpskoga".
Za svoje višegodišnje uporno i sustavno proučavanje hrvatskoga jezika i njegove povijesti, za bitni doprinos inozemnoj i hrvatskoj kroatistici te za brojna su djela na njemačkom jeziku u kojima je aktualizirao značaj hrvatskoga jezika, dobio je INA-inu nagradu za promicanje hrvatske kulture u Europi i svijetu.
Dopisni je član Hrvatske akademije znanosti i umjetnosti od 2000. godine.

## Djela
- Eine neuere, polnische Semantikkonzeption auf pragmatischer Grundlage: Leon Koj: Semantyka a pragmatyka, stosunek jezykoznawstwa i psychologii do semantyki, Braunschweig, 1972.
- Sprachliche Subsysteme: linguist. Untersuchung z. philosoph. Fachsprache bei M. V. Lomonosov, Hamburg, 1975.
- Deutsche Sprachkontakte in Übersee: nebst e. Beitr. zur Theorie d. Sprachkontaktforschung, Tübingen, 1979. (suautor Heinz Kloss)[3]
- Funktionale Sprachvarianten: Metalinguistische Untersuchungen zu einer allgemeinen Theorie, Wiesbaden, 1981.
- Russland und Europa: Die Beziehungen M.V. Lomonosovs zu Deutschland, Heidelberg, 1985.
- Verbmorphologie der kroatischen Standardsprache, Heidelberg, 1988.
- Natalicia Johanni Schröpfer: octogenario a discipulis amicisque oblata = Festschrift für Johannes Schröpfer zum 80. Geburtstag, München, 1991, (suautor Peter Hill)[4]
- Sprachvarianten und ihr Status in den Sprachsystemen, Hildesheim-Zürich-New York, 1993.
- Die kroatische Sprache und der Serbokroatismus, Ulm-Donau, 1999. (izd. na hrv. jeziku Hrvatski jezik i serbokroatizam, (Maveda i Hrvatsko filološko društvo, Rijeka, 2009.)
- Wahrheit und Weisheit in der Metaphysik von Alfred North Whitehead und in den beiden Enzykliken "Fides et ratio" und "Veritatis splendor" von Papst Johannes Paul II, Würzburg, 2001.
- Boarische Orthographie. Orthographia Bavarica, Berlin, 2009. (2. prer. i proš. izd., Berlin, 2011.)[5]
- Morphologie der Verben der kroatischen Standardliteratursprache, Zagreb, 2018.

## Nagrade
- INA-ina nagrada za promicanje hrvatske kulture u svijetu za 2009. godinu, zajedno s prof. Arturom Bagdasarovim.[6]

## Vanjske poveznice
- Leopold Auburger, Hrvatski jezik i serbokroatizam; knjiga je dostupna u elektroničkom obliku.
- Leopold Auburger, Položaj hrvatskoga književnog jezika i njegova pravopisa – jučer, danas i sutra  Arhivirana inačica izvorne stranice od 8. ožujka 2018. (Wayback Machine), u: Tema broja: Položaj hrvatskog jezika - jučer, danas, sutra  Arhivirana inačica izvorne stranice od 8. ožujka 2018. (Wayback Machine), Kolo, br. 5-6, 2012.  Arhivirana inačica izvorne stranice od 8. ožujka 2018. (Wayback Machine)